# Фейсалабад (округ)
Фейсалабад (урду ضلع فیصل آباد‎, англ. Faisalabad District) — один из 36 округов пакистанской провинции Пенджаб. Административный центр — город Фейсалабад.

## География
На севере граничит с округом Хафизабад, на западе — с округами Чиниот, Джанг, Тоба-Тек-Сингх, на юге — с округом Сахивал, на востоке — с округом Нанкана-Сахиб, на юго-востоке — с округом Окара.

## Техсилы
Фейсалабад занимает площадь 5856 км² и разделен на шесть техсилов:
- Фейсалабад
- Фейсалабад-Саддар
- Чак-Джумра
- Самундри
- Джаранвала
- Тандлиянвала